# フランキー・アームストロング
フランキー・アームストロング（Frankie Armstrong、1941年1月13日 - 、イングランド・カンバーランド・ワーキントン生）は、イングランドの歌手にしてボイス・ティーチャー。彼女はフォーク・シーンや女性運動の歌手として、また社会的な若者の労働を支援するトレーナーとして働いてきた。彼女のレパートリーは、伝統的なバラードからミュージック＝ホール（ボードビル的なもの）や現代の歌曲まで多岐にわたり、多くの場合において、女性の生活に焦点を当てている。彼女はナチュラル・ボイス・ムーヴメント（自然な声を探求する動き）の鍵となる存在であり、ナチュラル・ボイス・ネットワークの代表を務め、演劇グループのボイス・コーチを担当し、その中には18年間にわたって務めている国立劇場も含まれている。1950年代のフォークソングや政治曲にも携わっており、ブローザベラ、ジ・オーケストラ（ヘンリー・カウとマイク・ウェストブルック・ブラスバンド）、ケン・ハイダーのタリスカー、ジョン・カークパトリック、ブライアン・ピアソン、レオン・ロッセルソン、デイヴ・ヴァン・ロンク、マディ・プライヤーと共演および/またはレコーディングを行ってきた。彼女は緑内障により盲目である。

## 略歴
フランキー・アームストロングは幼い頃、ハートフォードシャーのホッデスドンに移住した。彼女は兄と一緒にグループで歌い始め、エルヴィス・プレスリーやリトル・リチャードのナンバーを歌った。1957年にストート・ヴァレー・スキッフル・グループ (Stort Valley Skiffle Group)に参加し、数年後にそのレパートリーがフォーク・ミュージックへと移行したため、名称をケイリー・シンガーズ (Ceilidh Singers)に変更した。このグループはホッデスドン・フォーク・クラブを形成した。
1963年に彼女は視覚障害者のソーシャル・ワーカーとしての資格を取得し、ルイス・キレンと協力してソロを演奏し始めた（ルイス・キレンのアドバイスは、彼女がより難しい声質を開発することにつながり、注目を受けるようになった）。1964年、キレンの提案で、彼女はイワン・マッコールとペギー・シーガーが監督を務めるザ・クリティックス・グループ (The Critics Group)に参加した。1965年、ジョン・ベッチェマン、スティーヴィー・スミス、テッド・ヒューズとともに、エディンバラ・フェスティバルの「ポエッツ・イン・パブリック」で歌った。彼女の最初の録音は、1965年に、トピック・レコードのディレクターとしてアン・ブリッグスと一緒にエロティックな曲のアルバムをまとめていたバート・ロイド（A・L・ロイド）の招きにより、アルバム『The Bird in the Bush』（1966年）としてリリースされた。1968年、彼女はブラインド・インテグレーション・グループ (Blind Integration Group)を結成し、チャールズ・パーカーが制作した視覚障害者の治療に関するラジオ番組『The Blind Set』のための曲を録音した。
1973年に彼女はアメリカで数週間を過ごし、エセル・レイムと出会った。レイムのバルカンにおける歌唱ワークショップに触発され、1970年代半ばに、自然な声で歌うための独自のアプローチを開発する自身のワークショップを始めた。歌うことはすべての人のためであるという彼女の信念は、彼女のアプローチを支えてきた。彼女はNVPN（Natural Voice Practitioners' Network）の立ち上げメンバーであり、「ネットワーク開発の裏にいる重要人物…」となっている。
彼女は、1977年にボーカリストのマギー・ニコルズ、バスーン奏者のリンジー・クーパー、キーボード奏者のキャシー・ウィリアムズ、チェロ奏者でベーシストのジョージー・ボーン、トランペット奏者のコリンヌ・リンソルによって共同で結成されたフェミニスト・インプロヴァイジング・グループ（FIG）のメンバーを務めた。アームストロングは1978年以降、形を成したFIGを通じて、フリージャズ・ピアニスト（および一部パーカッション演奏）のイレーネ・シュヴァイツァー、サックス奏者（および映画製作者）のサリー・ポッター、トロンボーン奏者およびヴァイオリストのアンヌマリー・ロウロフス、フルートおよびサックス奏者のアンヌマリー・ヴェルトマイエル、サックス奏者およびギタリストのフランソワーズ・デュプティともコラボレーションを行った。
トピック・レコード70周年記念ボックスセット『Three Score and Ten』の付属本には、ルイス・キレンと一緒にフランキーが写る汚れたジャケットの写真があり、アルバム『Lovely on the Water』からの「The Crafty Maid's Policy」が、そのセットのCD2枚目の7曲目に収録されている。
2018年、彼女はフォーク・ミュージックへの大きな貢献によって、英国民族舞踊民謡協会からゴールドバッジ賞を受賞した。また、「Stickin the Wheel」のために曲を書いて録音し、彼らの2枚目のアルバム『From Here: English Folk Field Recordings, Volume 2』というレコーディング・プロジェクトに収録され、新年のブリストルでフォーク・グループのランカム (Lankum)に参加して「Old Man from over the Sea」を歌った。
2019年、「Folk Radio UK」は、フランキーがアラスデア・ロバーツ（ミュージシャン）、ジンウー、バード・エレンと共に、グリーン・リボンズ (Green Ribbons)という新しいバンドを結成したことを発表した。2019年7月、バンドはMatiere Memoir Recordsを通じて、純粋に伴奏なしの歌で構成されるセルフタイトルのデビュー・アルバムをリリースした。
2020年11月、「Folk Radio UK」は、フランキーが80歳の誕生日を記念して2021年1月に12枚目のスタジオ・アルバム『Cats of Coven Lawn』をリリースする予定であると発表した。アルバムは「Bird in the Belly」のメンバーであるトム・パイアーによってプロデュースされ、最初のシングル「Life Lived Well」では、ローラ・ウォード（Bird in the Belly、Hickory Signals）をフィーチャーしている。

## ディスコグラフィ

### ソロ・アルバム
- 『ラヴリー・オン・ザ・ウォーター』 - Lovely on the Water (1972年、Topic)
- Out of Love, Hope and Suffering (1973年、Bay)
- Songs and Ballads (1975年、Topic)
- And the Music Plays So Grand (1980年、Silence)
- I Heard a Woman Singing (1984年、Flying Fish)
- Ways of Seeing (1990年、Harbourtown)
- Till the Grass O'ergrew the Corn: A Collection of Traditional Ballads (1997年、Fellside)
- The Garden of Love (1999年、Fellside)
- Encouragement (2008年、Fellside)
- What's She Got To Smile At?: Songs of Brecht, Weill and Eisler (2017年)[14]
- Cats of Coven Lawn (2021年、GF*M/Pirate Jenny)

### コラボレーション・アルバム
- The Bird In The Bush (1966年、Topic) ※with A・L・ロイド、アン・ブリッグス
- The Female Frolic (1968年、Argo) ※ザ・クリティックス・グループの一員として
- My Song is My Own: Songs from Women (1980年、Plane) ※with サンドラ・カー、アリソン・マクモーランド、ケイシー・ヘンダーソン
- Nuclear Power No Thanks (1981年、Plane) ※with ロイ・ベイリー、マーティン・カーシー、ロン・エリオット、ハワード・エヴァンス、クリス・フォスター、サンドラ・カー、ジョン・カークパトリック、アリソン・マクモーランド、ブライアン・ピアソン、ジェフ・ピアソン、レオン・ロッセルソン、ロジャー・ウィリアムス
- Tam Lin (1984年、Plant Life) ※with ブライアン・ピアソン、ブロウズベラ、ジョン・ガレスピー
- Let No One Deceive You: Songs Of Bertolt Brecht (1989年、Flying Fish)  ※ベルトルト・ブレヒト歌曲集
- The Fair Moon Rejoices (1997年、Harbourtown) ※with ジョアン・ミルズほか
- Darkest Before the Dawn (2004年、Harbourtown) ※with サラ・ハーマン、シャニー・テイラー
- Green Ribbons (2019年、Matiere Memoire) ※with アラスデア・ロバーツ、ジンウー、バード・エレン